# Condado de Portalegre
El condado de Portalegre es un título nobiliario español creado en 1625 por el rey Felipe IV, en Portugal a favor de Manrique de Silva y Meneses en recuerdo del título de conde de Portalegre, que como título portugués ostentaba su familia.
El condado de Portalegre era un título del reino de Portugal desde 1496.
Este título fue rehabilitado en 1917 por el rey Alfonso XIII a favor de Luis María de Carvajal y Melgarejo III duque de Aveyro, XII marqués de Puerto Seguro, etc., como título de Castilla, convirtiéndose así en el XII conde de Portalegre.

## Antecedentes
El título portugués de conde de Portalegre fue un título de nobleza creado por decreto real de Manuel I de Portugal el 6 de febrero de 1498, a favor de Diego de Silva y Meneses, I conde de Portalegre, hijo de Rui Gomes da Silva, alcaide de Campo Mayor, y de su mujer Isabel de Meneses, hija bastarda de Pedro de Meneses, I conde de Vila Real y I marqués de Vila Real, ambos en Portugal.
Al III conde de Portalegre, Álvaro da Silva, le sucedió su nieta, Filipa da Silva, gracias a una autorización real especial de la Corona que la posibilitó suceder fuera de la «Ley Mental» por lo que las herederas femeninas no podían heredar las tierras y títulos de sus padres si no era con autorización real.
Después de un primer casamiento sin descendientes Filipa volvió a casarse con el embajador español Juan de Silva,  personalidad muy influyente durante el reinado de Sebastián I de Portugal. Juntamente con el rey participó en la batalla de Alcazalquivir en Marruecos, donde cayó prisionero.
Durante el reinado de transición de Enrique I de Portugal, hizo un gran trabajo en apoyo de las pretensiones de Felipe II de España al trono de Portugal, donde fue coronado como Felipe III de Portugal. 
El rey Felipe III de España, (Felipe IV de Portugal) recompensó la fidelidad de esta Casa con los títulos españoles de conde de Portalegre (en 1625) y marqués de Goubea (Guoveia, en portugués), el 20 de junio de 1625.
Cuando el VII conde de Portalegre murió sin descendientes, esta Casa fue heredada por la familia Mascareñas, condes de Santa Cruz

## Historia de los condes de Portalegre
Título de Portugal:

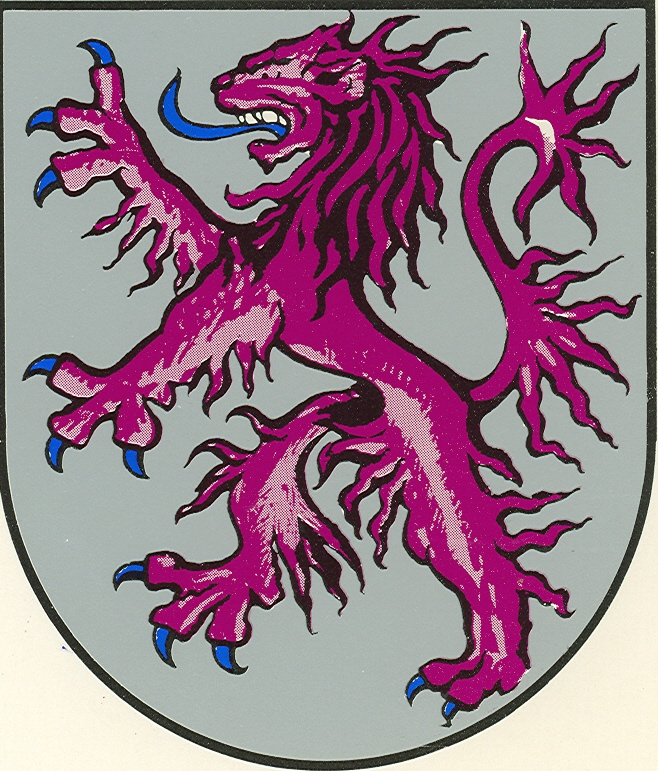
Escudo de la familia Silva, condes de Portalegre y marqueses de Goubea

- Diego de Silva y Meneses (1430-1504), I conde de Portalegre.[3]

Casó con María de Ayala, hija de Diego García de Herrera y de Inés Peraza. Le sucedió su hijo:
- Juan de Silva y Ayala (1480-1551), II conde de Portalegre y mayordomo mayor del Juan III de Portugal.[5]

Casó, en julio o agosto de 1505, con María de Meneses, hermana del I conde de Tentúgal. Le sucedió su hijo en 1553:
- Álvaro de Silva y Meneses (1505-1580), III conde de Portalegre.[5]

Casó en primeras nupcias con Felipa de Vilhena, sin descendencia. Contrajo un segundo matrimonio con María de Acuña. Le sucedió su nieta, hija de Juan de Silva y Acuña y de su segunda esposa, Margarita de Silva:
- Felipa de Silva y de Silva (1550-1590), IV condesa de Portalegre.[7]

Casó en primeras nupcias con Pedro Dionís de Lencastre. Sin descendientes. Casó en segundas nupcias con Juan de Silva y Silveira (Toledo, c. 1528-Madrid, diciembre de 1601), caballero de la Orden de Calatrava, regidor de Toledo, gentilhombre del rey Felipe II de Castilla y del príncipe Carlos, miembro del consejo de gobierno de Portugal, embajador real y capitán general de Portugal, hijo de Manrique de Silva y Toledo, caballero de la Orden de Calatrava, regidor de Toledo y maestresala de la emperatriz Isabel de Portugal, y de su esposa Beatriz de Silveira. Le sucedió, de su segundo matrimonio, su hijo primogénito, aunque su padre siguió ostentando el título, y no fue hasta 1602 que el título fue confirmado al V conde:
- Diego de Silva y de Silva (enero de 1579-15 de diciembre de 1640), V conde de Portalegre.[7][9]

Casó con Inés de Silva, sin descendientes. Le sucedió, en 15  de marzo de 1614, por renuncia en su favor, su hermano:
Título de España a partir de 1625.
- Manrique de Silva y Meneses (m. Lisboa, 1648)), VI conde de Portalegre,[10][7] I marqués de Goubea por carta del 20 de junio de 1625, mayordomo mayor y gentilhombre de cámara de Felipe IV de Castilla, III de Portugal y miembro del consejo de estado de Juan IV de Portugal.[7] Ambos títulos reconocidos, como títulos de Castilla, en 1625.

Contrajo tres matrimonios. El primero fue con Margarita de Coutiño de quien no hubo descendencia. En segundas nupcias, casó con Juana de Castro, padres de Diego de Silva y Castro, fallecido en la infancia, y de Mariana de Silva y Castro, casada con Fernando de Noronha y Silva, VI conde de Linares en Portugal y II conde de Linares en Castilla. Contrajo un tercer matrimonio, el 28 de abril de 1625, con María de Lancastre, hija de los VII duques de Aveiro. Le sucedió de su tercer matrimonio su hijo por carta del 20 de mayo de 1655:
- Juan de Silva y Lancastre (1625-16 de marzo de 1686[12]), VII conde de Portalegre,[13] II marqués de Goubea en 1626, en vida de su padre, último titular de la varonía de Silva.[11]

Casó en primeras nupcias con María Pimentel y Pereira{ (m. 28 de mayo de 1648), hija de los VI condes de Feira, y en segundas con Luisa María Noronha de Meneses, hija de Pedro de Noronha Sin descendencia, sucedió su sobrino, hijo de su hermana, Juliana de Lancastre y Silva, y de su esposo, Martín Mascareñas (1681-1723), IV conde de Santa Cruz, en Portugal. Le sucedió su hijo:
- Juan Mascareñas y Silva (m. 12 de agosto de 1691), VIII conde de Portalegre y V conde de Santa Cruz.[14]

Casó con Teresa Moscoso y Osorio, hija de los V marqueses de Almazán. Le sucedió su hijo:
- Martín Mascareñas y Moscoso, IX conde de Portalegre y VI conde de Santa Cruz.[15]

Casó, el 2 de junio de 1698, con Ignacia Rosa Távora y Mendoza, hija de los II marqueses de Távora.
- X

- Luis María de la Concepción de Carvajal y Fernández de Córdoba (Madrid, 8 de diciembre de 1842-Madrid, agosto de 1899), XI conde de Portalegre,[17] XI marqués de Puerto Seguro, X marqués de Goubea.[17]

Casó, en Madrid, el 26 de noviembre de 1870, con María de los Dolores Melgarejo y Valeriano. Sucedió su hijo que rehabilitó el título en 1917:
Rehabilitado en 1917 por:
- Luis María de Carvajal y Melgarejo (Madrid, 12 de octubre de 1871-9 de julio de 1937), XII conde de Portalegre,[18][17][19] III duque de Aveyro (rehabilitado a su favor en 1917), XII marqués de Puerto Seguro, XII marqués de Goubea, I conde de Cabrillas, XVI conde de Bailén.[17][19]

Casó, en Madrid, el 26 de noviembre de 1895, con María del Carmen Santos-Suárez y Guillamas, VI marquesa de las Nieves, hija de Jacinto Santos-Suárez y Carrió (m. Sevilla, 29 de enero de 1876) y de María del Pilar Guillamas y Piñeyro. Le sucedió, por cesión en 1920, su hija:
- Isabel Carvajal y Santos-Suárez (n. Madrid, 6 de agosto de 1901), XIII condesa de Portalegre.[19]

Casó, el 16 de julio de 1923, con Eduardo Groizard y Paternina, VII conde de Superunda. Le sucedió su hijo:
- Luis Carlos Groizard y Carvajal, XIV conde de Portalegre.[20]

Casó con Astriz Regina Piedra y Albadalejo. Sucedió su sobrina:
- Inmaculada Márquez Groizard, XV condesa de Portalegre.[21]